# Мичиган (озеро)
Мичига́н или Ми́чиган (англ. Lake Michigan [leɪkˈmɪʃɪɡən]) — пресноводное озеро в США, второе по объёму и третье по площади из североамериканских Великих озёр. Единственное из Великих озёр, полностью находящееся на территории США и самое крупное озеро в США. Расположено южнее озера Верхнее, соединено с озером Гурон проливом Макино, с системой реки Миссисипи — Чикагским санитарно-судовым каналом. С точки зрения гидрографии Мичиган и Гурон образуют единую систему, но географически их принято считать отдельными озёрами.

## Этимология
На русский язык название озера традиционно передается как Мичига́н, однако фонетически более точным вариантом передачи названия является Ми́шиган.
Название озера Michigan происходит от слов на языке индейцев оджибве, означавших «большая вода», «большой водоём», «большое озеро», «большое внутреннее озеро»: michigami, mich-au-gau-mee, kitchigama, michigama, mishigamaw, mitchaw sagaigan.

## Физико-географическая характеристика

### География
Озеро Мичиган является вторым по объёму и третьим по величине среди Великих озёр, а также единственным озером Великих озёр, которое полностью находится в США, и самым большим озером США. Расположено южнее от озера Верхнее. Площадь озера — 58 016 км², длина — 517 км, максимальная ширина около 190 км. Высота поверхности над уровнем моря — 176,42 м, глубина достигает до 281 м. Среднегодовые колебания уровня воды в озере мало выражены, составляя 0,3 м. Прозрачность воды в среднем равняется 5,5—6 м по диску Секки. Покрыто льдом около четырёх месяцев в году. Острова — Бивер, Норт-Маниту, Саут-Маниту и другие. Соединено с озеро Гурон через пролив Макино. Чикагский санитарно-судовой канал соединяет озеро с системой реки Миссисипи.
К озеру имеют выход штаты Мичиган, Индиана, Иллинойс и Висконсин. Крупные города на озере Мичиган — Чикаго, Эванстон и Хайленд-Парк (Иллинойс), Милуоки и Грин-Бей (Висконсин), Гэри и Хаммонд (Индиана). В Мичиган впадает множество рек, некоторые из них: Манисти, Маскигон, Гранд-Ривер, Каламазу, Меномини.

## История
До начала IX века н. э. по берегам озера проживали индейцы культуры Хоупвелл. В начале XVII века европейские исследователи встретили в окрестностях озера племена чиппева, меномини, сауков, фоксов, виннебаго, майами, оттава и потаватоми. Французский исследователь Жан Николе считается первым европейцем, достигшим озера Мичиган, по разным данным в 1634 или 1638 году. В самых ранних европейских картах региона в дополнение к названию «Мичиган», названному в честь Иллинойсской конфедерации племен, было найдено название озера Иллинойс.
На южной стороне пролива Макино расположен город Мичиган, основанный в 1715 году как французский форт, а на северной стороне — Игнак, где в 1671 году была основана католическая миссия. В 1673 году Жак Маркетт, Луи Жолье и их экипаж из пяти путешественников-метисов проследовали по озеру Мичиган в Грин-Бей и вверх по реке Фокс, почти к её истокам, в поисках Миссисипи (Фокс-Висконсинский водный путь). Восточная оконечность пролива контролировалась фортом Макино на острове Макино, основанным в 1781 году.
В дальнейшем по Мичигану проходили водные пути от реки Святого Лаврентия до Миссисипи и далее до Мексиканского залива. Французские путешественники создали на озере в конце XVII — начале XVIII века небольшие порты и торговые сообщества, такие как Грин-Бей.
В XIX веке озеро Мичиган сыграло важную роль в развитии Чикаго и Среднего Запада Соединенных Штатов. Например, от 50 % до 90 % зерна, отгруженного из Чикаго, перевозилось через озеро Мичиган.
7 сентября 1860 года на озере Мичиган, несмотря на хорошие погодные условия, произошло кораблекрушение колёсного парохода «Леди Элджин» из-за столкновения с шедшей мимо шхуной «Огаста», что привело к гибели около 300 человек из более 400 пассажиров и членов экипажа, пребывавших на его борту во время прогулочной экскурсии.
Самая глубокая точка озера была достигнута Дж. Клумпом в рамках исследовательской экспедиции 1985 года.
В 2007 году профессор подводной археологии Северо-Западного Мичиганского колледжа Марк Холли обнаружил ряд камней, параллельный древней береговой линии, на глубине 12 метров.
Начиная с 1980 года наблюдается тенденция к повышению средней температуры воды озера.